# Cephalodium

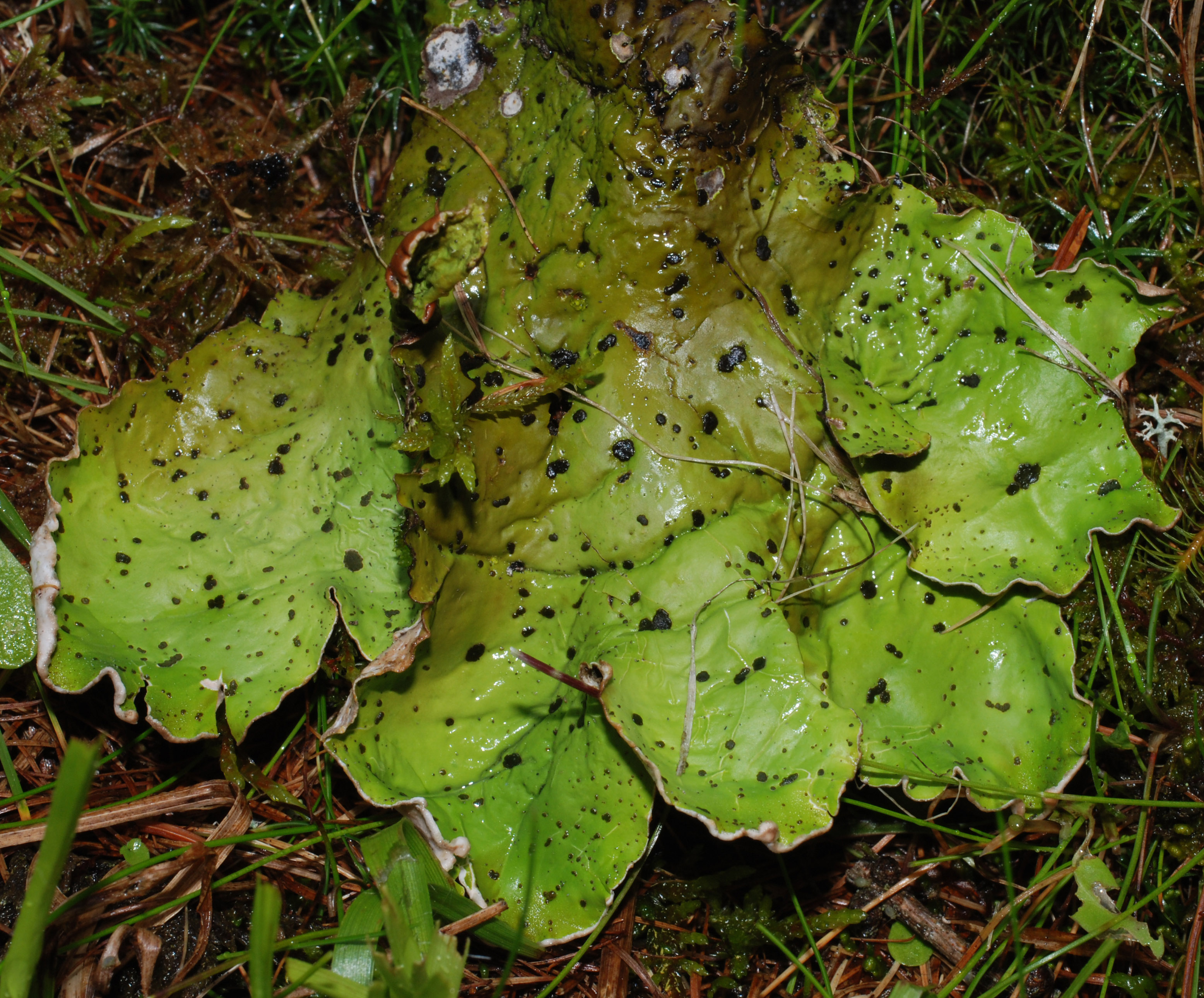
Apfelflechte (Peltigera aphthosa) mit blauschwarzen externen Cephalodien

Cephalodium (Plural: Cephalodien) ist ein Begriff aus der Flechtenkunde (Lichenologie). 
Cephalodien sind abgegrenzte Bereiche in Flechten, die neben Pilz und Grünalgenpartner als sekundären Symbionten Cyanobakterien (Blaualgen) enthalten. Diese Bereiche können entweder im Thallus-Inneren liegen (interne Cephalodien), oder dem Lager aufsitzen (externe Cephalodien; die Blaualgen sind dabei durch eine Rindenschicht nach außen abgegrenzt). Beispiele für externe Cephalodien finden sich beispielsweise bei manchen Vertretern der Stereocaulaceae oder Peltigeraceae. So sind sie etwa bei der Apfelflechte (Peltigera aphthosa) als blauschwarze Auswüchse zu erkennen. Interne Cephalodien besitzen beispielsweise Nephroma arcticum oder Solorina crocea. Die Blaualgenpartner können aus den Gattungen Nostoc, Stigonema oder Scytonema stammen. 
Vorteile dieser Dreifach-Symbiose liegen darin, dass der Flechte Ammonium als Stickstoffquelle direkt aus dem atmosphärischen Stickstoff zur Verfügung steht, den der Blaualgenpartner mittels des Enzyms Nitrogenase fixieren kann. Dennoch sind Cephalodien vergleichsweise selten und treten nur bei 3–4 % aller Flechtenarten auf.